# Guillaume Sanche de Gascogne
Guillaume Sanche (Guilhem-Sants) (° vers 925 - † 996), succède à son frère Sanche–Sanche, mort sans héritier, à la tête du duché de Vasconie (qui devient la Gascogne au XIIe).

## Biographie
Il est issu de la famille Sanche, qui règne depuis le début du Xe siècle au moins sur la partie occidentale de la Gascogne. Il serait le fils de Sanche Garcie, et aurait succédé à son frère Sanche, mort sans héritier. Vers 977, il aurait associé son frère Gombaud à son gouvernement,.
Son mariage avec Urraca de Navarre resserra les liens avec les pays du versant sud des Pyrénées. Il vit vers 970-980 ses états s’agrandir également vers le nord, de l’Agenais et surtout du comté de Bordeaux. Il aurait défait les Vikings à la bataille de Taller dans les Landes vers 988. Bien que l’absence ou le caractère particulier des documents conservés ne permette guère de mesurer la portée de son action ailleurs que dans le domaine religieux, il est manifeste que son règne a été décisif pour la réorganisation et le renouveau de la Gascogne. On peut du reste penser que c’est par cette volonté que s’explique en partie le nombre d’abbayes - une dizaine - fondées par lui et par Urraca : on sait en effet que les foyers d’intense vie spirituelle que sont les monastères ont toujours été, et en particulier à cette époque, des centres très actifs de vie économique et de vie culturelle, et qu’ils ont donc certainement apporté une aide considérable au comte dans la réalisation de ses desseins.

## Union et descendance
Il épouse en 972 Urraca de Navarre(† 1008), fille du roi García II de Navarre, veuve du comte Ferdinand González de Castille et en a cinq enfants :
- Bernard Guillaume († 1009), duc de Gascogne après son père ;
- Sanche Guillaume († 1032), duc de Gascogne après son frère ;
- Brisque († 1018), seconde épouse de Guillaume V, duc d’Aquitaine ;
- Garsende, seconde épouse du duc Henri Ier de Bourgogne ;
- Toda, épouse de Bernard Ier, comte de Besalu.

C'est sous son règne et celui de ses fils que la dynastie atteindra son apogée.